# Kertész (foglalkozás)

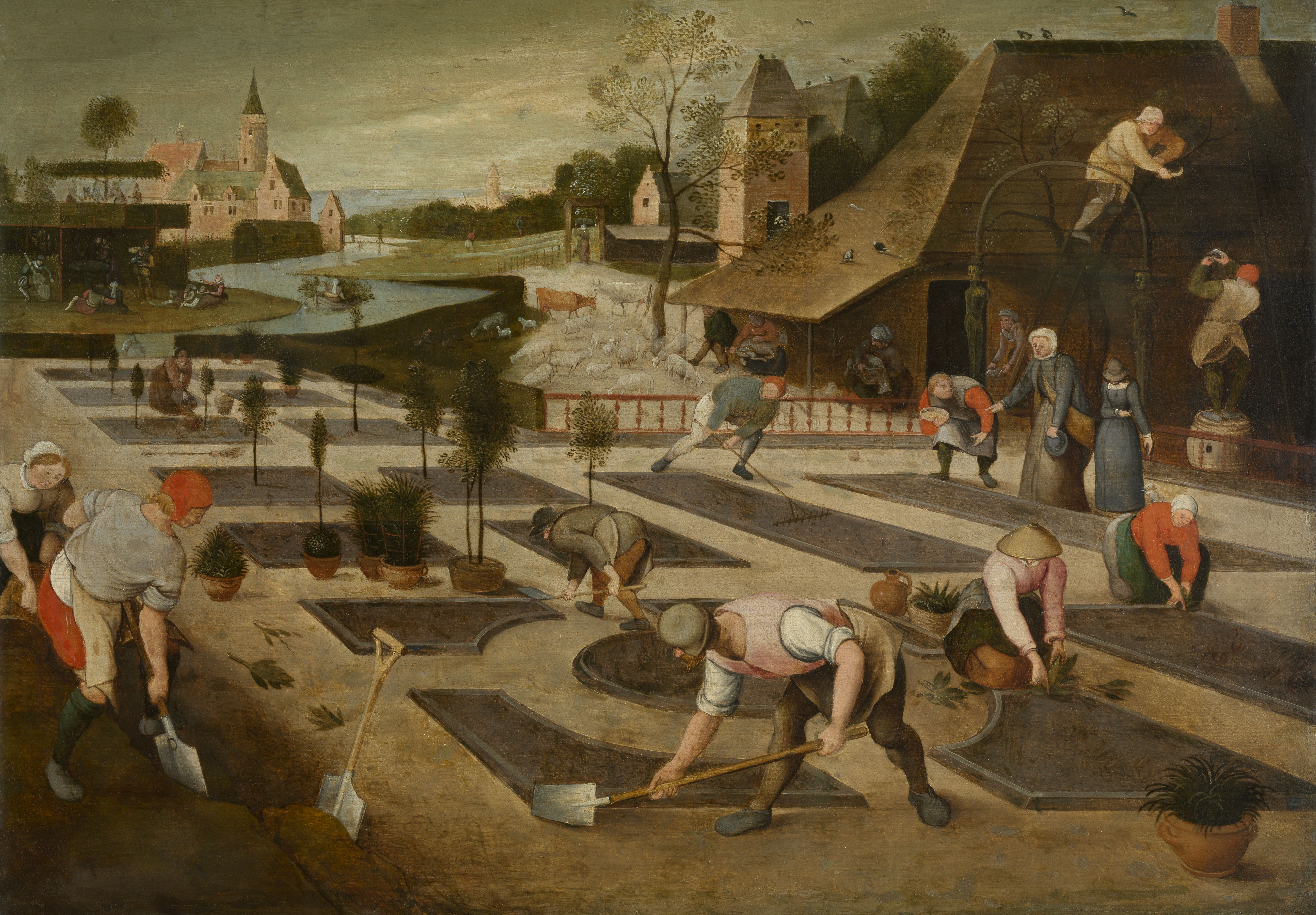
Kertészek munkában (Abel Grimmer flamand festő műve)

A kertész eredendően egy olyan szakma, amely a kert gondozási, fenntartási feladatait foglalja magában. A FEOR növénytermesztéssel foglalkozó meghatározásai közül a 6115 számú tartalmazza magát a foglalkozást jelentő kifejezést. A kertépítés az épített környezet és a természet közti átmenetet jelenti. A közterek, közparkok kialakítása a városkép védelmét jelenti.
A kertészet a mezőgazdaság legdinamikusabban fejlődő, legszínesebb szektora. Mára a kertészmérnökök feladatai kibővültek, nem csak a növénytermesztési és -feldolgozási tevékenységből állnak. Szervesen kapcsolódik ezekhez többek között a vállalkozási, szaktanácsadási, szervezői tevékenység, a minőségbiztosítás, a menedzsment, a kül- és belpiaci értékesítés és a szolgáltatások. A végzetteknek képesnek kell lenniük a kertészeti vertikum természeti, illetve szociális környezetre gyakorolt hatásainak felmérésére, azok kontrolljára, a stratégiai szemléletre.

## A kertészkedés története
Már időszámítás előtt 2800-ból származó feljegyzések is tanúskodnak arról, hogy az ókori Egyiptomban különböző céllal terveztek kerteket, amelyekben szórakoztak, pihentek, gyógynövényeket vagy veteményt termeltek. A középkorban a fallal védett kolostorok belső kertjeiben gyümölcsöket, gyógynövényeket termesztettek, majd a felvilágosodás korában a főurak a reneszánsz villák köré fényűző kerteket építtettek. A mai értelemben vett közparkok a városiasodás, a polgári társadalom létrejöttével az újkorban jelentek meg Európában.

## A kertész alapvető feladatai
Szellemi jellegű feladatok:
- kerttervezés

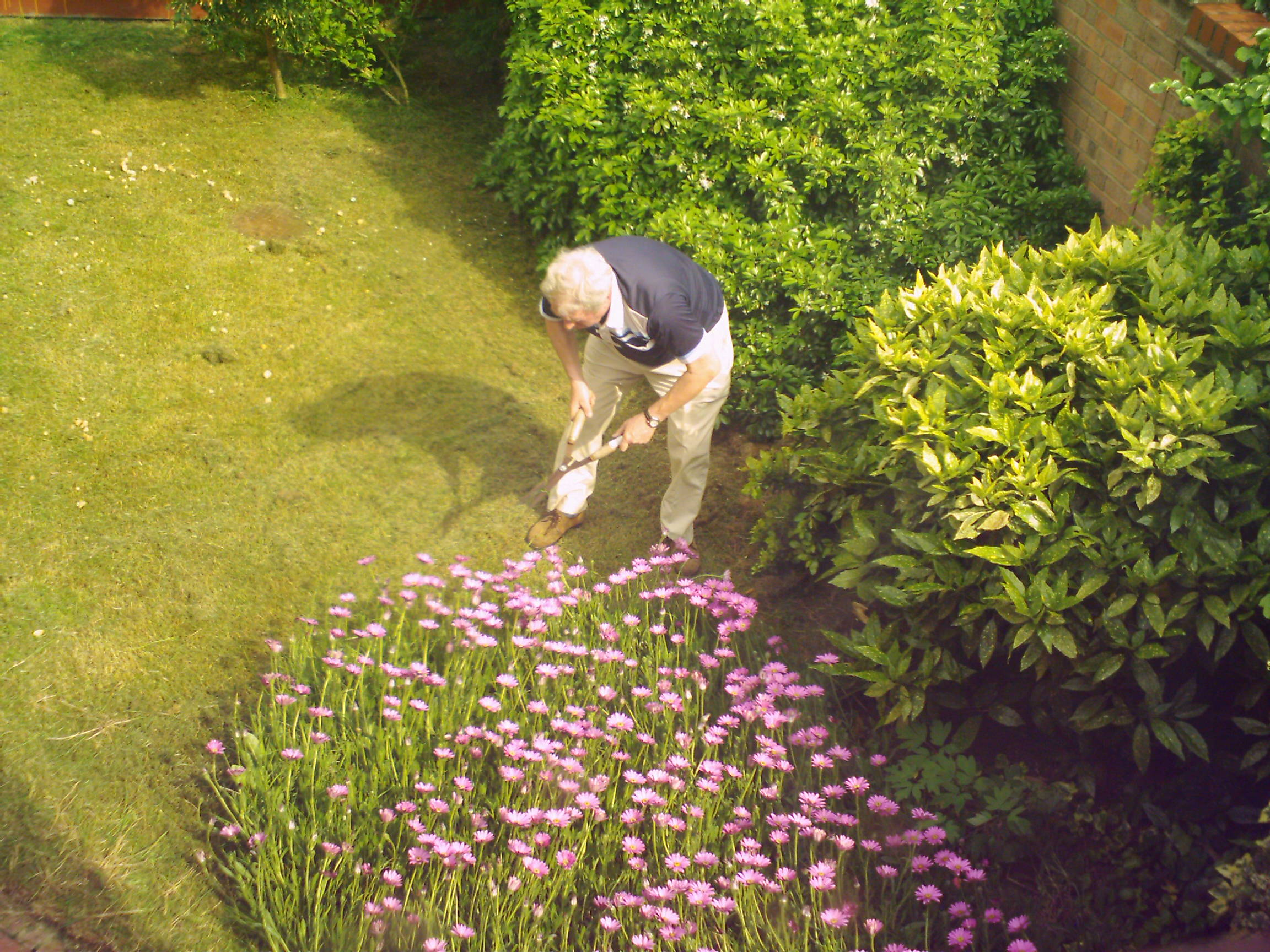
kertész munka közben

- növények szaporításához szükséges feladatok megszervezése
- növényzet fenntartásának , megóvásának folyamatos figyelemmel kísérése
- a kerti munkákhoz szükséges szerszámok, gépek használatának megismerése.

Fizikai jellegű feladatok:
- a kert talajának előkészítése (pl. föld megforgatása, műtrágyázása)
- magvak vagy palánták, facsemeték, szőlődugványok elhelyezése az előkészített talajba
- öntözés, gazolás, gyomirtás
- a kert tisztán tartása (pl. falevelek, gaz eltávolítása).

## Feladatok csoportosítása növénycsoportok szerint
- Dísznövénytermesztő[3]
- Virág- és díszfatermesztő
- Gyümölcsfatermesztő
- Szőlő- és zöldségtermesztő
- Gyógy-és fűszernövénytermesztő

## A kertész szerszámai
- Földforgatási eszközök (pl. ásó, kapa)
- Földegyengető eszközök (pl. gereblye)
- Ültetéshez használatos eszközök (pl. ültetőfa)
- Kerttakarítás eszközei (pl. lombseprű, cirokseprő)

## A kertész által használt anyagok
- különböző növényekhez alkalmazkodó virágföldek,
- szerves trágyák,
- műtrágyák,
- tápoldatok,
- növekedést serkentő anyagok,
- növényvédő szerek a kártevők és kórokozók ellen,
- talajfertőtlenítő szerek.

## A kertészt érő környezeti ártalmak, veszélyek
A szakma nem párosul egészségre ártalmas tényezővel. Kialakulhat azonban allergia, esetleg hajlam a megfázásra. Balesetveszélyt jelenthet az éles, vagy hegyes kézi szerszámok, erőgépek (fűnyíró gép, sövényvágó), valamint a vegyszerek nem az előírásnak megfelelő használata.

## A kertészképzés

### Szakképzés
A kertész szakma Magyarországon három éves OKJ képzéssel szerezhető meg, melynek során az iskolarendszeren kívüli képzéssel 800–1000 órát töltenek el. Az OKJ-s képzés révén zöldségtermesztő, szőlő- és gyümölcstermesztő képzés szerezhető. A szakképzettséghez szintvizsgát kell tenni.
A szakképzés keretében 4 félév alatt felsőfokú kertészmérnök-asszisztens képesítés szerezhető. A szakot elvégző alkalmas lesz a kertészeti növények (dísznövény, gyümölcs, szőlő, zöldség és gyógynövény) termesztéstechnológiájának megtervezésére, az ökológiai és agrotechnikai tényezőkhöz való adaptálására, a termesztéstechnológiai munkaműveletek megszervezésére, végrehajtására, a végrehajtás irányítására, ellenőrzésére. A szakképesítéssel ellátható tevékenységek: zöldségtermesztő, szőlő-, gyümölcstermesztő, dísznövény-, virág- és faiskolai kertész, csemetenevelő, gyógynövénytermesztő, egyéb, máshova nem sorolható technikus.

### Felsőfokú képzés

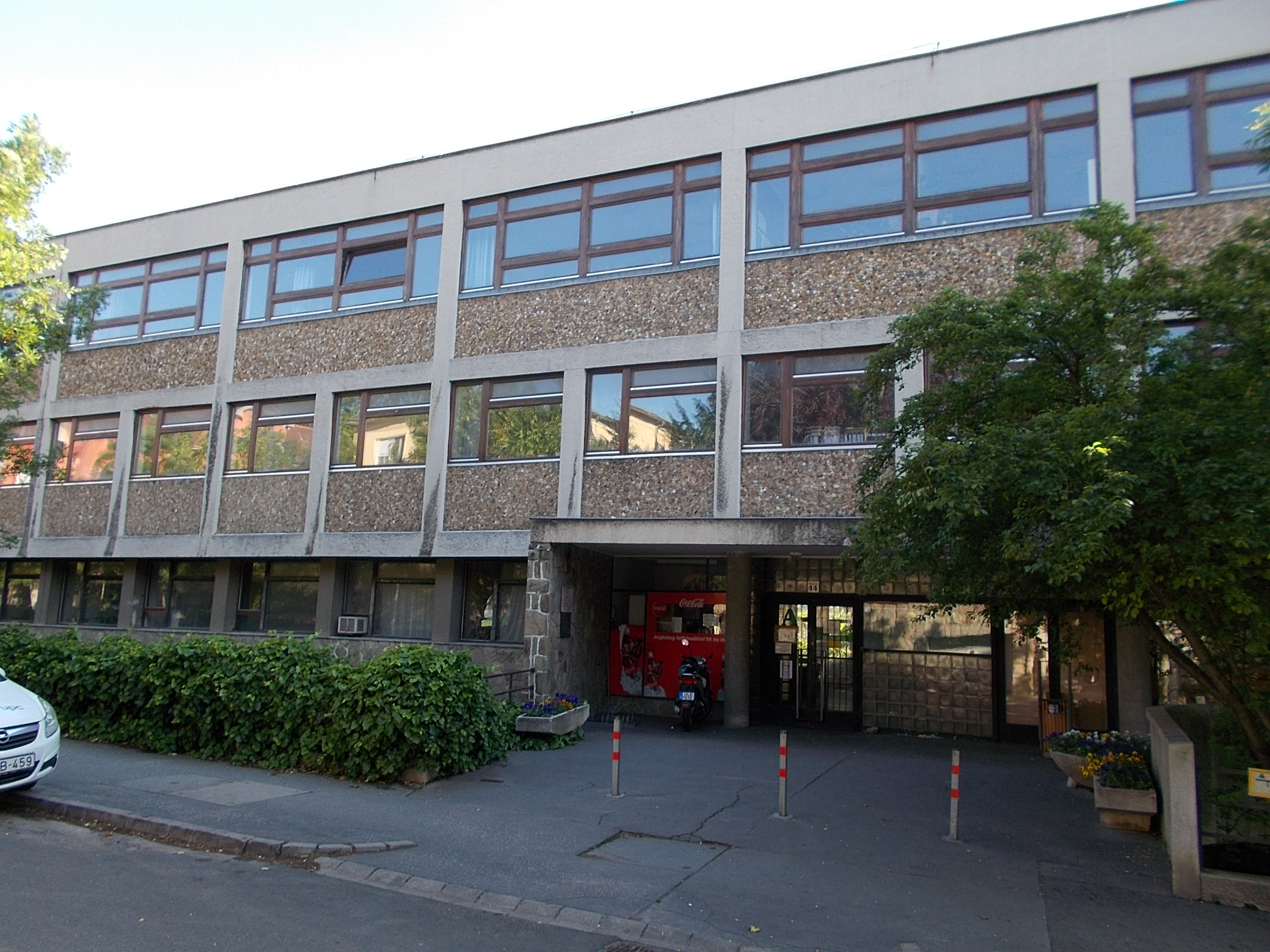
A volt Kertészeti és Élelmiszeripari Egyetem épülete Budapest XI. kerületében

A kertészmérnöki alapképzés hét féléves, amelynek elvégeztével a hallgató BSc fokozatot ér el. A képzés 60–70%-ban gyakorlatorientált. A  képzés célja „olyan kertészmérnökök képzése, akik ismerik a kertészet termelési ágazatainak legfőbb sajátosságait, valamint azok agrárgazdaságon belüli szerepét és lehetőségeit. Képesek üzemi méretű termelési folyamatok tervezésére, irányítására és szervezésére, az áruvá készítés, a termékek forgalmazása és tárolása során jelentkező feladatok vezetésére, a kertészet területén speciális szakigazgatási alapfeladatok ellátására. Alkalmasak önálló kertészeti gazdaságok létrehozására és azok gazdaságos üzemeltetésére.”
A kertészmérnöki mesterképzés az alapképzésre épül. Időtartama 4 félév, amelynek a végén mester (MSc) fokozatú diploma szerezhető, és okleveles kertészmérnök szakképesítést kap a tanulmányokat elvégző. A mesterszak képzési tematikája „a kertészeti szakismereteket ötvözi a természettudományos és interdiszciplináris ismeretekkel, korszerű elméleti alapot és ezzel együtt gyakorlati felkészültséget biztosít. A szakirányi modulokon (dísznövény, gyümölcs, gyógynövény, szőlész-borász, zöldség) kívül magas szintű genetikai, élettani, környezettudományi, biometriai és kapcsolódó ismereteket kapnak a hallgatók”. 